# Конопать
Конопа́ть — село, центр сельской администрации в Старошайговском районе.

## География
Расположено на речке Конопатке (название-гидроним), в 36 км от районного центра и 35 км от железнодорожной станции Саранск.

## История
В письменных источниках упоминается с XVII века.
По материалам 3-й ревизии (1763), в селе проживали 476 человек обоего пола, в 1782 году — 613 человек.
В «Списке населённых мест Пензенской губернии» (1869) Конопать (Преображенское, Архангельское) — село владельческое из 30 дворов (211 человек) Инсарского уезда.
В 1894 году в селе было 74 двора (743 человек); в 1912 году — 99 (693), 4 хлебозапасных магазина, 1 паровая, 3 ветряные мельницы; в 1926 году — 156 дворов (780 человек).
В 1918 году была открыта церковно-приходская школа.

## Население
| 1763 | 1782 | 1869 | 1894 | 1912 | 1926 | 2001 |
| ---- | ---- | ---- | ---- | ---- | ---- | ---- |
| 476  | ↗613 | ↘211 | ↗743 | ↘693 | ↗780 | ↘289 |
| 2002 | 2010 |      |      |      |      |      |
| ↘259 | ↗274 |      |      |      |      |      |

Население 289 человек (2001), в основном русские.

## Инфраструктура
ООО «Конопатское», медпункт, Дом культуры, 2 магазина, библиотека, отделение связи.

## Памятники
Памятник воинам, погибшим в годы Великой Отечественной войны.

## Люди, связанные с селом
Родина заслуженного экономиста МАССР Л. И. Лазаревой, заслуженного работника промышленности РМ А. Д. Трушина.

## Источник
- Энциклопедия Мордовия, Т. Н. Кадерова.